# اندرو نمبهارد
اندرو نمبهارد (انگلیسی: Andrew Nembhard؛ زادهٔ ۱۶ ژانویهٔ ۲۰۰۰) بازیکن بسکتبال اهل کانادا است.
از باشگاه‌هایی که در آن بازی کرده‌است می‌توان به اشاره کرد.
وی در مسابقات کشوری و بین‌المللی در مجموع برندهٔ ۱ مدال نقره شده‌است.